# Székely Andor
Székely Andor, 1917-ig Schatelesz (Szeged, 1895. december 8. – Budapest, 1983. július 27.) újságíró, gyorsíró.

## Élete
Schatelesz Fülöp könyvkötő és Schutz Katalin gyermekeként született izraelita vallású családban. Kereskedelmi érettségi után géplakatos mesterséget tanult. 1920-ban lépett az újságírói pályára Debrecenben, ahol a Magyar Távirati Iroda munkatársa volt 1924-ig. Ezután 1945-ig a Debrecen című napilap belső munkatársaként dolgozott. Tevékenyen részt vett a Debrecenben megalakuló Ideiglenes Nemzetgyűlés munkájában, majd Budapestre került, ahol 1948-ban kidolgozta a Szakszervezetek Országos Tanácsának ügyviteli rendszerét. Szervezőként és gyorsíróként segítette a kongresszusok és szakszervezetek munkáját, illetve a Pest Megyei Hírlap rovatvezetője volt nyugdíjazásáig. Nyugdíjas korában a Magyar Hírek című lapban jelentek meg írásai.
Első feleségétől elvált. Második házastársa Bészler Anna (1892–1953) volt, akit 1924. augusztus 23-án Debrecenben vett nőül.
A Farkasréti temetőben helyezték végső nyugalomra.